# Saint-Barthélemy (Landes)
Pour les articles homonymes, voir Saint-Barthélemy.
Saint-Barthélemy est une commune française située dans le département des Landes en région Nouvelle-Aquitaine.
Le gentilé est Saint-Barthéléminois.

## Géographie

### Localisation
Saint-Barthélemy se trouve sur la rive droite de l'Adour, à 15,6 km à l'est de Bayonne par la D 74, au sud-ouest du département des Landes. Elle est limitrophe du département des Pyrénées-Atlantiques.

### Communes limitrophes
Les communes limitrophes sont  Biaudos, Saint-André-de-Seignanx, Saint-Laurent-de-Gosse, Saint-Martin-de-Seignanx, Urcuit et Urt.
|                                          | Saint-André-de-Seignanx    |                        |
| Saint-Martin-de-Seignanx                 | Saint-Barthélemy           | Biaudos                |
| Urcuit (Pyrénées-Atlantiques) (sur 50 m) | Urt (Pyrénées-Atlantiques) | Saint-Laurent-de-Gosse |

### Géologie et relief
La superficie de la commune est de 566 hectares ; son altitude varie entre 0 et 71 mètres à la borne des Hautes terres. Du haut d'un piton rocheux l'église de Saint-Barthélemy domine un paysage de barthes, l'Adour endiguée depuis Dax, et fait face aux terrasses alluvionnaires du Séqué.
Les sables fauves du pliocène du haut de Saint-Barthélémy constituent l'extrême limite du Bassin aquitain et couvrent partiellement un plateau de l'Éocène moyen composé de marnes à microfaune, calcaires à nummulites. Les périodes du Würm final et post-glaciaire ont laissé des alluvions fluviatiles et fluvio-marines récentes : sables micacés, argiles tourbeuses et silteuses grises (Holocène) qui composent les Barthes de l'Adour. Le piton sur lequel les églises successives ont été construites est un reliquat du plateau (calcaires supérieurs, composé de calcaires et marnes (Lutétien), couches à grandes nummulites.

### Hydrographie
Située au bord de l'Adour, Saint-Barthélemy est arrosée par de nombreux ruisseaux venant du bassin versant au nord dont principalement le Lesteyras qui traverse aussi Saint-André-de-Seignanx et Biaudos, l'Estey de Saint-Jean.
- Une grande partie de la commune est constituée de barthes, plaines alluviales inondables parcourues de canaux, Barthes de Nastres à l'ouest, Barthes du Bourg à l'est.
- L'Estey de Saint-Jean qui forme la limite sud-ouest de la commune reçoit les eaux du bassin versant protégeant les barthes de l’inondation. Des portes à marée, dont trois très importantes, inspirées du système hollandais protègent des marées, en particulier sur l'Estey de Lapègue à l'est. Elles permettaient la batellerie entre les coteaux et l'Adour.
- La commune est précisée comme présentant un risque modéré d'inondation dans l'arrêté relatif à l'information des acquéreurs et des locataires de bien immobiliers en date du 29 janvier 2014. La digue de 15 kilomètres de long construite au XVIe siècle participe à cette protection.

### Climat
Pour des articles plus généraux, voir Climat de la Nouvelle-Aquitaine et Climat des Landes.
Historiquement, la commune est exposée à un micro climat océanique basque.  
En 2020, Météo-France publie une typologie des climats de la France métropolitaine dans laquelle la commune est dans une zone de transition entre le climat océanique et le climat de montagne et est dans la région climatique  Pyrénées atlantiques, caractérisée par une pluviométrie élevée (>1 200 mm/an) en toutes saisons, des hiver très doux (7,5 °C en plaine) et des vents faibles.
Pour la période 1971-2000, la température annuelle moyenne est de 13,7 °C, avec une amplitude thermique annuelle de 13,3 °C. Le cumul annuel moyen de précipitations est de 1 410 mm, avec 13 jours de précipitations en janvier et 8,3 jours en juillet. Pour la période 1991-2020, la température moyenne annuelle observée sur la station météorologique la plus proche, située sur la commune de Saint-Martin-de-Hinx à 9 km à vol d'oiseau, est de 14,2 °C et le cumul annuel moyen de précipitations est de 1 410,1 mm,. Pour l'avenir, les paramètres climatiques de la commune estimés pour 2050 selon différents scénarios d’émission de gaz à effet de serre sont consultables sur un site dédié publié par Météo-France en novembre 2022.

## Urbanisme

### Typologie
Au 1er janvier 2024, Saint-Barthélemy est catégorisée commune rurale à habitat dispersé, selon la nouvelle grille communale de densité à sept niveaux définie par l'Insee en 2022.
Elle est située hors unité urbaine. Par ailleurs la commune fait partie de l'aire d'attraction de Bayonne (partie française), dont elle est une commune de la couronne,. Cette aire, qui regroupe 56 communes, est catégorisée dans les aires de 200 000 à moins de 700 000 habitants,.

### Occupation des sols

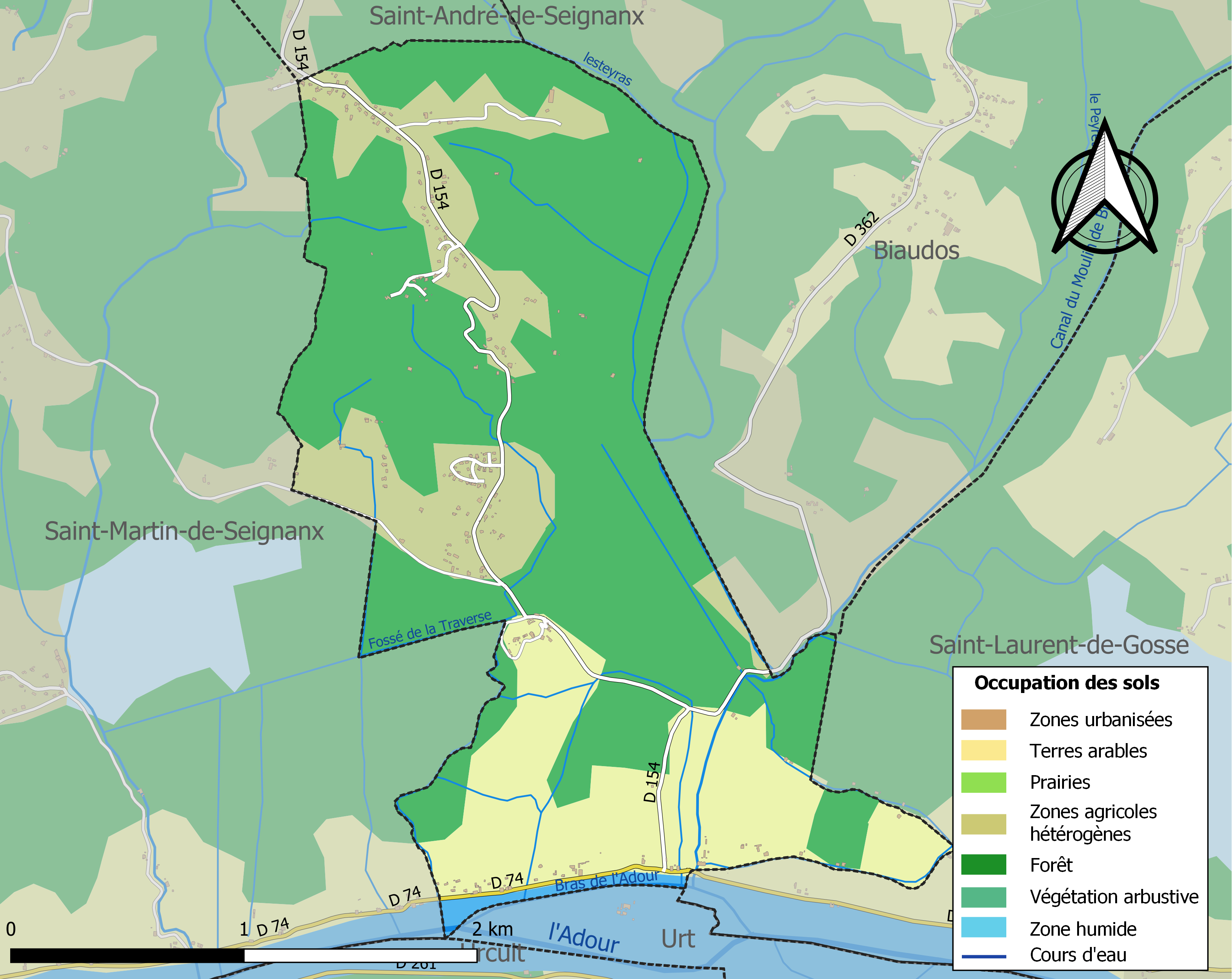
Carte des infrastructures et de l'occupation des sols de la commune en 2018 (CLC).

L'occupation des sols de la commune, telle qu'elle ressort de la base de données européenne d’occupation biophysique des sols Corine Land Cover (CLC), est marquée par l'importance des forêts et milieux semi-naturels (62,9 % en 2018), en diminution par rapport à 1990 (67,8 %). La répartition détaillée en 2018 est la suivante : forêts (62,9 %), terres arables (19,4 %), zones agricoles hétérogènes (16,5 %), eaux continentales (1,1 %). L'évolution de l’occupation des sols de la commune et de ses infrastructures peut être observée sur les différentes représentations cartographiques du territoire : la carte de Cassini (XVIIIe siècle), la carte d'état-major (1820-1866) et les cartes ou photos aériennes de l'IGN pour la période actuelle (1950 à aujourd'hui).

### Lieudits et hameaux
Deux quartiers composent la commune de Saint-Barthélemy :
- la Courtille (Lacourtille sur les cartes IGN) ;
- l’Église.

### Voies de communication et transports

#### Voies de communication
La commune est traversée du nord au sud par la D 154 N au sud, à l'est la D 362 et au sud la D 74 qui longe l'Adour.
Un projet de véloroute voie verte de 10 km le long de la RD 74 est commun à Saint-Barthélemy, Tarnos, Saint-Martin-de-Seignanx et Saint-Laurent-de-Gosse. Il constitue un maillon de l'itinéraire européen Eurovélo n° 3.

#### Transports
L'accès à l'autoroute A64 s'effectue à quelques kilomètres au sud sur la commune de Briscous.

### Risques majeurs
Le territoire de la commune de Saint-Barthélemy est vulnérable à différents aléas naturels : météorologiques (tempête, orage, neige, grand froid, canicule ou sécheresse), inondations, feux de forêts, mouvements de terrains et séisme (sismicité modérée). Un site publié par le BRGM permet d'évaluer simplement et rapidement les risques d'un bien localisé soit par son adresse soit par le numéro de sa parcelle.
Certaines parties du territoire communal sont susceptibles d’être affectées par le risque d’inondation par débordement de cours d'eau, notamment l'Adour. La commune a été reconnue en état de catastrophe naturelle au titre des dommages causés par les inondations et coulées de boue survenues en 1988, 1999, 2009, 2014, 2018, 2019 et 2021,.
Saint-Barthélemy est exposée au risque de feu de forêt. Depuis le 20 avril 2016, les départements de la Gironde, des Landes et de Lot-et-Garonne disposent d’un règlement interdépartemental de protection de la forêt contre les incendies. Ce règlement vise à mieux prévenir les incendies de forêt, à faciliter les interventions des services et à limiter les conséquences, que ce soit par le débroussaillement, la limitation de l’apport du feu ou la réglementation des activités en forêt. Il définit en particulier cinq niveaux de vigilance croissants auxquels sont associés différentes mesures,.
Les mouvements de terrains susceptibles de se produire sur la commune sont des tassements différentiels.

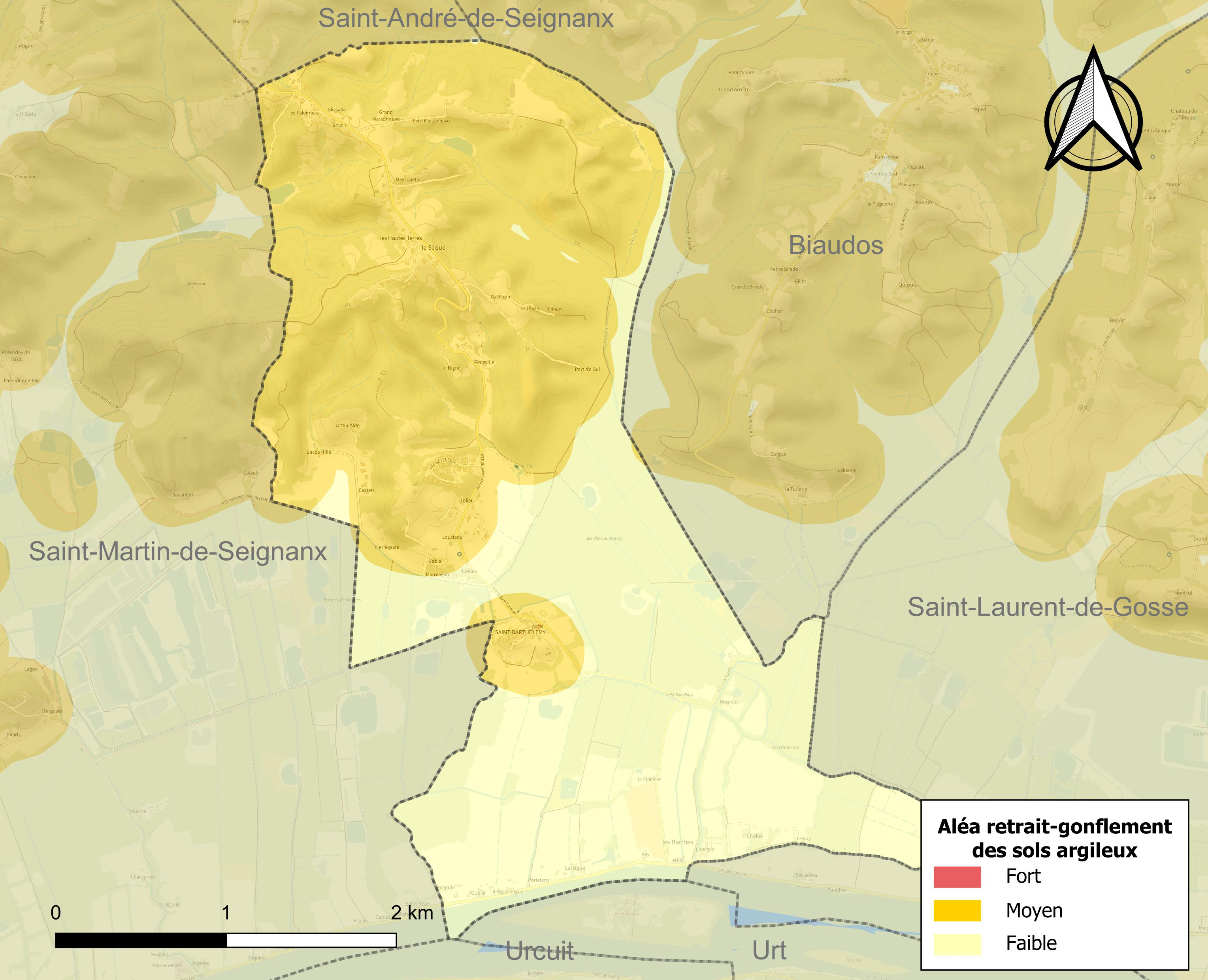
Carte des zones d'aléa retrait-gonflement des sols argileux de Saint-Barthélemy.

Le retrait-gonflement des sols argileux est susceptible d'engendrer des dommages importants aux bâtiments en cas d’alternance de périodes de sécheresse et de pluie. 54,6 % de la superficie communale est en aléa moyen ou fort (19,2 % au niveau départemental et 48,5 % au niveau national). Sur les 166 bâtiments dénombrés sur la commune en 2019,  131 sont en aléa moyen ou fort, soit 79 %, à comparer aux 17 % au niveau départemental et 54 % au niveau national. Une cartographie de l'exposition du territoire national au retrait gonflement des sols argileux est disponible sur le site du BRGM,.
Concernant les mouvements de terrains, la commune a été reconnue en état de catastrophe naturelle au titre des dommages causés par des mouvements de terrain en 1999.

## Toponymie
- Saint-Barthélemy : D’après la copie d’une donation, retrouvée au presbytère de la paroisse, le nom de Saint-Barthélemy apparaît le 9 mai 1299 dans une donation d’Anton d’Albret, seigneur du pays de Seignanx, à son fils illégitime. La paroisse appartenait à la baronnie de Gosse sous la domination des Albret pendant tout le Moyen Âge. Elle est alors surnommée  Lous Pes Hagnous, c’est-à-dire les pieds dans la boue, en référence aux marais qui l’entourent[26]. Saint-Barthélemy est une annexe de la paroisse de Saint-André-de-Seignanx et inscrite Succursale sur la carte de Cassini.
- Mont-Paludar ou Paludor : par le décret du 6 brumaire an II (27 octobre 1793) Saint-Barthélémy est renommée Le Mont-Paludar ou Paludor. Paludar était le nom du prieuré en faveur des religieux de l'ordre de Saint-Benoît installés à Saint-Barthélemy. Le terme de Paludar viendrait de palun — [palœ̃] n. m. qui avait le même radical que le latin palus, dis (marais, étang). (Grec : palos, boue, marais).
- Saint-Barthélemy : en 1795 la commune reprend son ancien nom. Elle intégrait alors une partie du canton de Saint-Esprit. Mais la commune disparaît lors de la création par la Constituante des municipalités cantonales.
- Saint-Barthélemy le Paludar : lors de la suppression des municipalités cantonales par le gouvernement consulaire, le 17 février 1800, la commune retrouve son nom et son indépendance.

Son nom occitan gascon est Sent Bertomiu.

## Histoire

### Moyen Âge
La paroisse est citée dans le relevé des archives du château de Poyanne effectué le 19 novembre 1781 par Me Camy, notaire royal : page 8 pièce 19, acte capitulaire concernant la translation de l'église Saint-Jean-de-Salles à la chapelle Saint-Barthélemy dont Mgr Philippe Marquis de Poyanne fit concession à la comté de Poyanne pour lui servir d'église paroissiale du 6 juin 1713.

### Révolution
Commune du canton de Saint-Esprit, district de Dax de 1790 à 1795, Saint-Barthélemy resta étrangère aux troubles, plus soucieuse de maintenir sa vie économique.

## Héraldique
| Blason de Saint-Barthelemy | Blason  | D'azur à deux collines de sinople, celle de dextre sommée d'un pin de sinople fûté de sable et chargée d'un fronton de pelote basque et son terrain au naturel, celle de senestre sommée de l'église du lieu d'argent et chargée d'un épi de maïs feuillé d'or; le tout surmonté de l'inscription « ST BARTHELEMY » de gueules posée en arc de cercle; à la champagne d'azur chargée d'ondes de sable et d'un poisson d'argent brochant sur les ondes. |
| Blason de Saint-Barthelemy | Détails | Blason adopté par le Conseil municipal en 2009 |

## Politique et administration
| Période                                  | Période               | Identité                  | Étiquette | Qualité           |
| ---------------------------------------- | --------------------- | ------------------------- | --------- | ----------------- |
| Les données manquantes sont à compléter. |                       |                           |           |                   |
| 1790                                     | 1792                  | Martin Lapègue            | …         | …                 |
| 1792                                     | 1803                  | Jean Laforcade            | …         | …                 |
| 1803                                     | 1822                  | Jean Lapègue              | …         | …                 |
| 1822                                     | 1827                  | Joseph Destrac            | …         | …                 |
| 1827                                     | 1830                  | Jean Laforcade            | …         | …                 |
| 1830                                     | 1835                  | Jean Lapègue              | …         | …                 |
| 1835                                     | 1847                  | Martin Laforcade          | …         | …                 |
| 1847                                     | 1865                  | Adolphe de Langalerie     | …         | …                 |
| 1865                                     | 1891                  | Eugène Trubert            | …         | …                 |
| 1891                                     | 1908                  | Léon Nounez               | …         | …                 |
| 1908                                     | 1912                  | François Janots           | …         | …                 |
| 1912                                     | 1925                  | Pierre Nounez             | …         | …                 |
| 1925                                     | 1926                  | Léon-Louis Nounez         | …         | …                 |
| 1926                                     | 1935                  | Justin Graciet            | …         | …                 |
| 1926                                     | 1950                  | Jean Graciet              | …         | …                 |
| 1950                                     | 1968                  | Gompel Jeanne née Graciet | …         | …                 |
| 1968                                     | 1995                  | Raymond Janots            | …         | …                 |
| 1995                                     | Décembre 2023 (décès) | Pierre Latour             | PS        | Gérant de société |
| 2024                                     | En cours              | Sabrina Cachenaut         |           | Infirmière        |
| Les données manquantes sont à compléter. |                       |                           |           |                   |

### Instances judiciaires et administratives
Saint-Barthélemy relève du conseil de prud'hommes de Dax, du tribunal de commerce de Dax, du tribunal administratif de Pau, de la cour administrative d'appel de Bordeaux, de la cour d'appel de Pau, de la cour d'assises des Landes, du tribunal d'instance de Dax, du tribunal de grande instance de Dax, du tribunal des affaires de la Sécurité sociale des Pyrénées-Atlantiques, du tribunal paritaire des baux ruraux de Bayonne, du tribunal de Dax.

## Population et société
Idéalement située à proximité immédiate de l'agglomération bayonnaise, Saint-Barthélemy enregistre une progression démographique d'environ 10 % par an.

### Démographie
| 1793 | 1800 | 1806 | 1821 | 1831 | 1836 | 1841 | 1846 | 1851 |
| ---- | ---- | ---- | ---- | ---- | ---- | ---- | ---- | ---- |
| 197  | 236  | 251  | 271  | 330  | 350  | 350  | 333  | 322  |

| 1856 | 1861 | 1866 | 1872 | 1876 | 1881 | 1886 | 1891 | 1896 |
| ---- | ---- | ---- | ---- | ---- | ---- | ---- | ---- | ---- |
| 333  | 345  | 327  | 369  | 347  | 330  | 310  | 283  | 281  |

| 1901 | 1906 | 1911 | 1921 | 1926 | 1931 | 1936 | 1946 | 1954 |
| ---- | ---- | ---- | ---- | ---- | ---- | ---- | ---- | ---- |
| 295  | 289  | 252  | 197  | 189  | 193  | 203  | 189  | 148  |

| 1962 | 1968 | 1975 | 1982 | 1990 | 1999 | 2006 | 2008 | 2013 |
| ---- | ---- | ---- | ---- | ---- | ---- | ---- | ---- | ---- |
| 138  | 151  | 139  | 156  | 183  | 236  | 325  | 351  | 395  |

| 2018 | 2022 | - | - | - | - | - | - | - |
| ---- | ---- | - | - | - | - | - | - | - |
| 421  | 421  | - | - | - | - | - | - | - |

### Enseignement

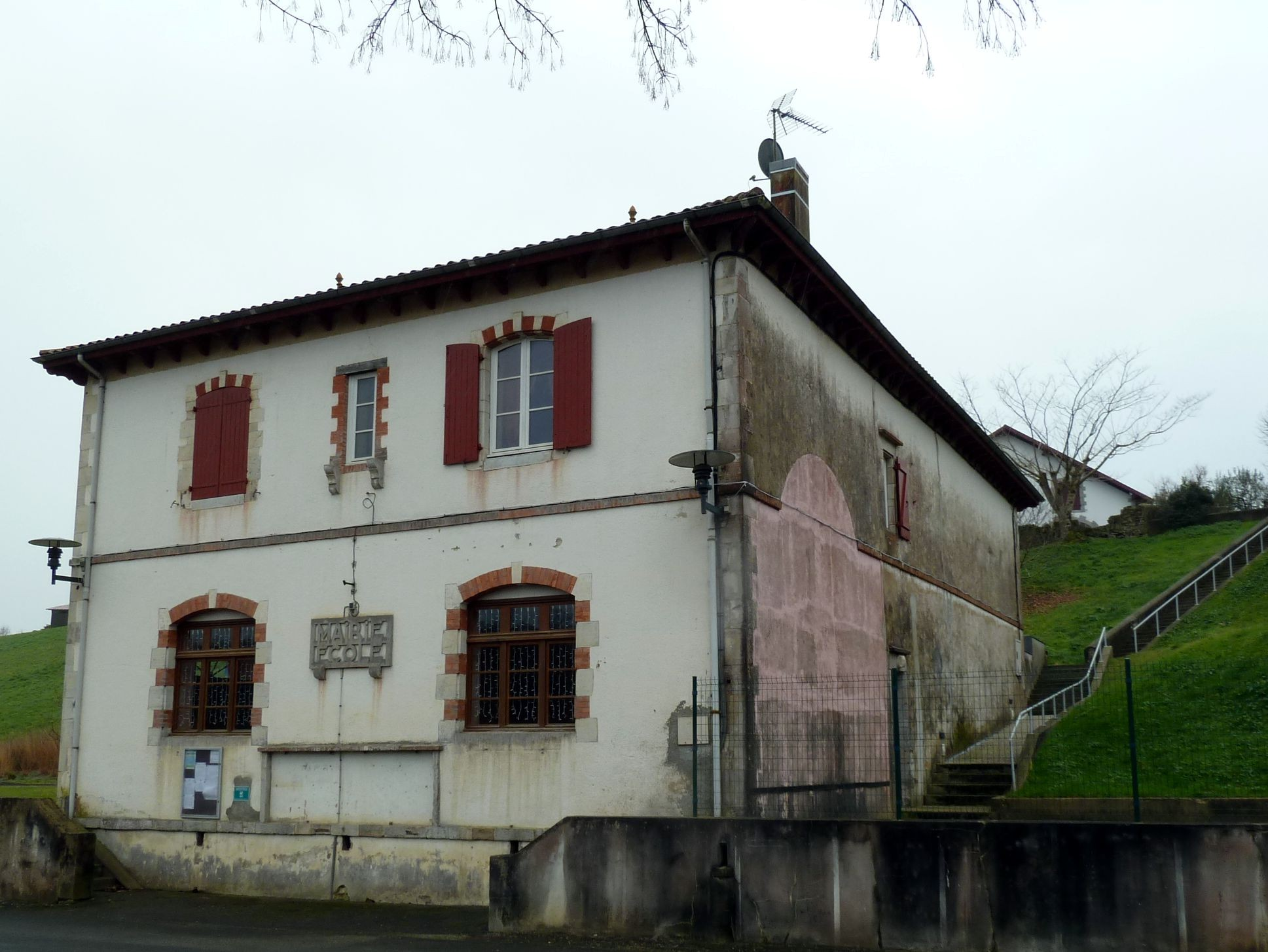
Ancienne mairie-école.

Le 29 octobre 1871, le conseil municipal décide la construction d'une nouvelle église avec des matériaux neufs, les anciens devant servir à la construction de la maison d'école car pendant les travaux il ne pouvait être conservé l'école située au-dessus du porche de l'église. M. Janots céda le terrain nécessaire pour la salle de classe provisoire en attendant la construction du bâtiment qui servirait de mairie et d'école. La maison du Port appartenant à M. Laforcade fut louée pour le logement de l'instituteur.
Depuis la fermeture de la classe unique en 1990, Saint-Barthélemy est rattaché à Saint-Martin-de-Seignanx qui dispose de deux écoles maternelles, deux écoles primaires, un collège. (Transport scolaire gratuit).

### Manifestations culturelles et festivités
La participation active et depuis toujours de la population, renforce la vie sociale de la commune, participe à la préservation du patrimoine communal, sa mise en valeur. L'accueil, l'information, ainsi que la promotion touristique de l'ensemble du territoire sont assurés par l'Office de Tourisme Communautaire du Seignanx.
- Les fêtes de Saint Barthélemy dont l'origine est antérieure à 1886.
- Depuis 2003, traditionnelle journée "Tue-cochon" dont les bénéfices récoltés par l'association organisatrice, Le Cœur de Saint-Barthélemy, sont reversés à la Ligue contre le Cancer.
- Marche et omelette de Pâques.

### Sports
- Deux boucles de randonnées pédestres.

Les cartes et coordonnées GPS sont disponibles sur le site du Pays de Seignanx, Guide des randonnées. Le stationnement et le départ s'effectuent de la mairie, au pied de l'église.
1. Barthes Hautes, 12 km. Boucle qui va jusqu'à la réserve de Bergusté, à la ferme d'Arremont, centre d'écologie et parcours de découverte, en passant par de vieilles demeures, le manoir de Lartigue, la réserve de chasse de Saint-Martin-de-Seignanx.
2. Boucle du Séqué, 7 km. Elle permet de découvrir un magnifique point de vue sur les barthes.

- Pelote

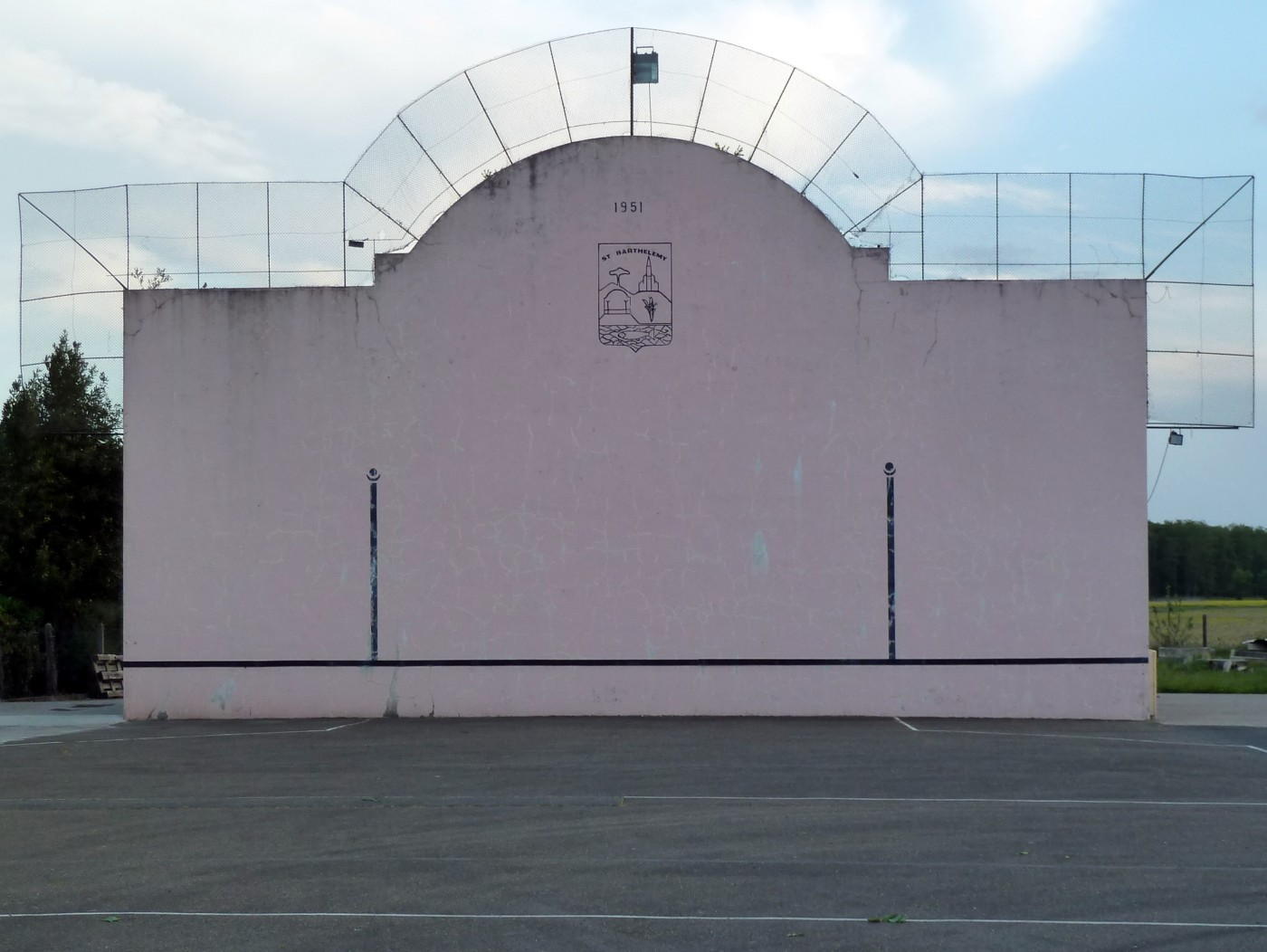
Nouveau fronton.

Il existe un fronton récent au bord de l'Adour, il replace celui qui était peint sur le mur nord-ouest de la mairie et dont on peut encore voir le tracé. La pelote est une tradition inscrite sur le blason de la commune.
- Équitation

Il y a trois « ://www.tourisme-landes.com/Centres%20Equestres.html centres équestres »(Archive.org • Wikiwix • Archive.is • Google • Que faire ?) à proximité immédiate de Saint-Barthélemy.

### Cultes
Saint-Barthélemy est une paroisse rattachée actuellement à la paroisse Saint Paul du Seignanx du diocèse d'Aire-sur-l'Adour et Dax.

## Économie
Ancien port de pêche jusqu'au XIXe siècle av. J.-C. siècle, Saint-Barthélemy sur la rive droite est aussi un des ports très actifs où transitent céréales, vins et matières premières acheminés vers Bayonne. Les produits d'importation essentiellement manufacturés remontent l'Adour sur sa zone navigable jusqu'à Saint-Sever.

## Culture locale et patrimoine

### Lieux et monuments
- Ancienne église Saint-Barthélemy

Citée en 1299, cette église en cours d'effondrement a été détruite en 1872. Au cours de la destruction de l'autel, 7 cachets de cire aux armes de cardinaux ont été retrouvés, partiellement ou totalement brisés, mêlés à des ossements. À la demande de M. le baron de Rivières, en 1898, le capitaine de Hoym de Marien de Mont-de-Marsan eut pour mission de retrouver ces cachets et de les décrire. Il est possible d'en retrouver la description dans un ouvrage publié en 1899, mélanges de littérature et d'histoire religieuses.
Les cachets représentaient les sceaux des cardinaux Jean de la Balue, cardinal d'Angers, ancien favori de Louis XI, emprisonné puis cardinal d'Albano, Jean Jacques Sclafénati évêque de Parme, cardinal du titre de saint Étienne in Coclio Mente, Jérôme de la Rovère archevêque de Turin, cardinal de Toulon, Giuliano della Rovere futur pape Jules II, Oliviero Carafa de Naples, Marcel Riario, Giovanni Colonna. Joseph Lacouture, Saint-Barthélemy au moyen âge et sous l'ancien régime, Paris, Bulletin de la Société de Borda, 1932, 257 p. (lire en ligne), p. 147 : 
- Nouvelle église Saint Barthélemy

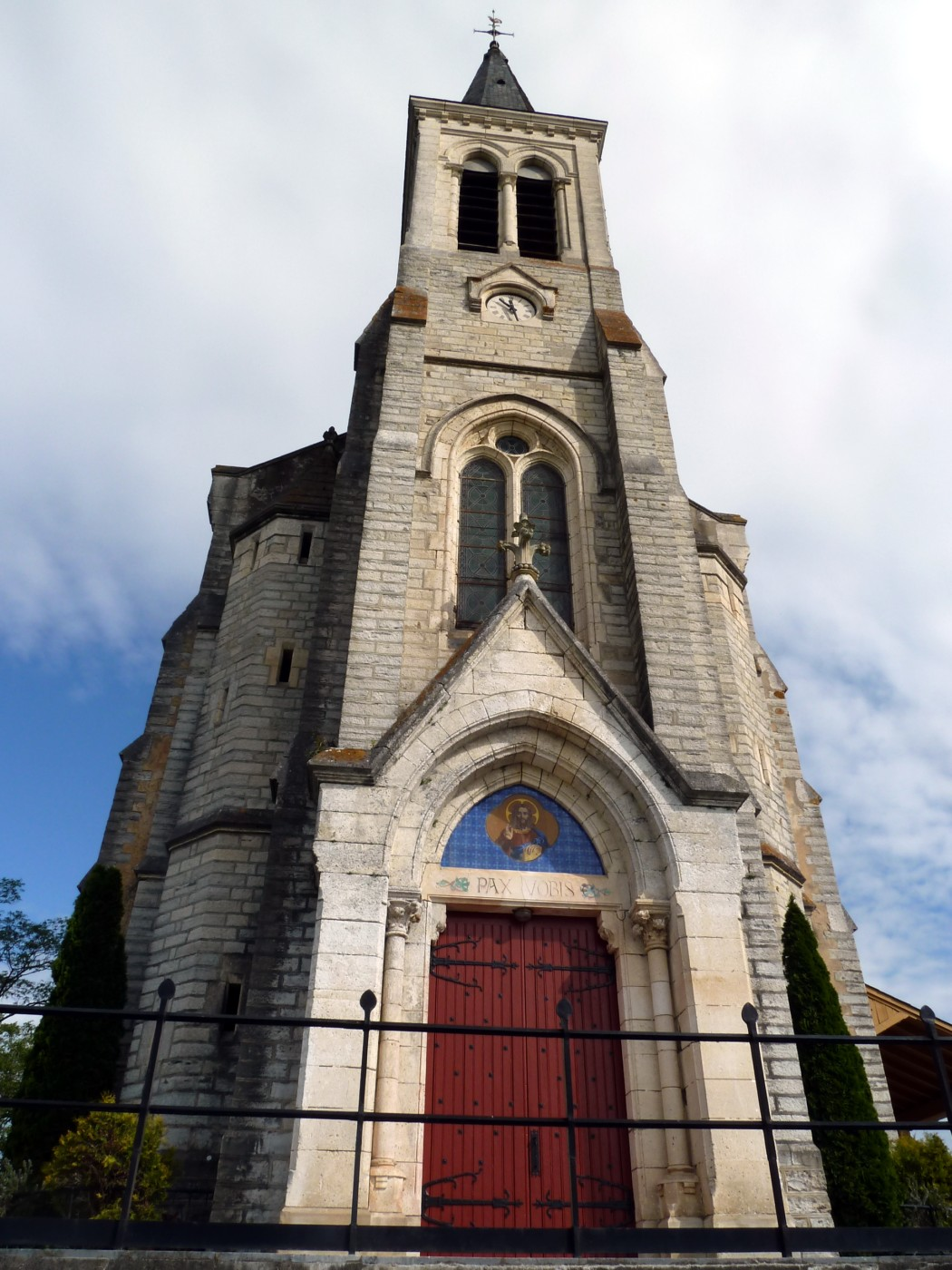
Église de Saint-Barthélemy

Pierre-Eugène Trubert, né le 13 juin 1819 à Paris, décédé le 25 avril 1894 à Biarritz, auditeur au Conseil d'État fut un grand bâtisseur pour Saint-Barthélemy. Après avoir vécu à Paris, il s'installe à Saint-Barthélemy, maison Lapègue, et devient maire le 9 février 1866. Malgré les ressources très modestes de la commune, il fit adopter au conseil municipal d'importants travaux dont il assurera la direction et le financement en faisant appel surtout aux notables locaux et riches propriétaires (monseigneur de Langalerie, Félix Noumès, de Marignan...), à un léger relèvement de l'impôt et en participant largement avec ses propres deniers, tout en mettant à profit ses compétences juridiques et administratives pour vaincre les réticences des représentants de l'État et même obtenir d'eux des aides financières.
C'est ainsi que de 1868 à 1877 il réalisa les constructions suivantes : Une église néo-gothique, un presbytère, une maison commune mairie, école, logement de l'instituteur, un cimetière plus grand. Le coût des travaux dépassait les 100 000 francs-or. Des travaux de voirie importants s'ajoutèrent à ceux déjà effectués dans les années précédentes par les efforts de la population.
Construite à l'emplacement de l'ancienne elle est orientée différemment pour lui donner une meilleure assise et domine les Barthes de l'Adour. La première pierre fut bénite le 16 juillet 1872 et l'église consacrée le 28 août 1873 par monseigneur Pierre-Henri Gérault de Langalerie évêque d'Auch et monseigneur Louis-Marie Épivent évêque d'Aire-sur-l'Adour.
Des reliques importantes y sont conservées. Selon un relevé effectué en 2006 elles seraient de saint Barthélemy, émanant de Rome et donnée à Aire-sur-l'Adour le 14 août 1871, saint Clément, sainte Germaine, saint François d'Assise, saint Laurent, saint Léon, sainte Marguerite M., sainte Madeleine, sainte Marie de l'Incarnation, sainte Thérèse d'Avila, saint Vincent de Paul émanant du supérieur de la Congrégation de la mission A.FIAT, signé aussi par le père Jean-Gabriel Perboyre et donnée à Paris le 11 mai 1879 par l'intermédiaire de l'évêque d'Aire-sur-l'Adour et Dax, saint François de Sales émanant de l'évêque d'Annecy, donnée à Aire-sur-l'Adour le 2 août 1874, sainte Jeanne de Chantal, ainsi que trois autres saints.
L'existence de ces sceaux ou reliques remarquables dans l'église d'une très petite paroisse met en évidence la présence de familles très influentes et attachées à Saint-Barthélemy, depuis des siècles pour certaines, et très certainement en relation avec le monastère Le Paludar.
- Maisons inscrites à l'inventaire du patrimoine culturel

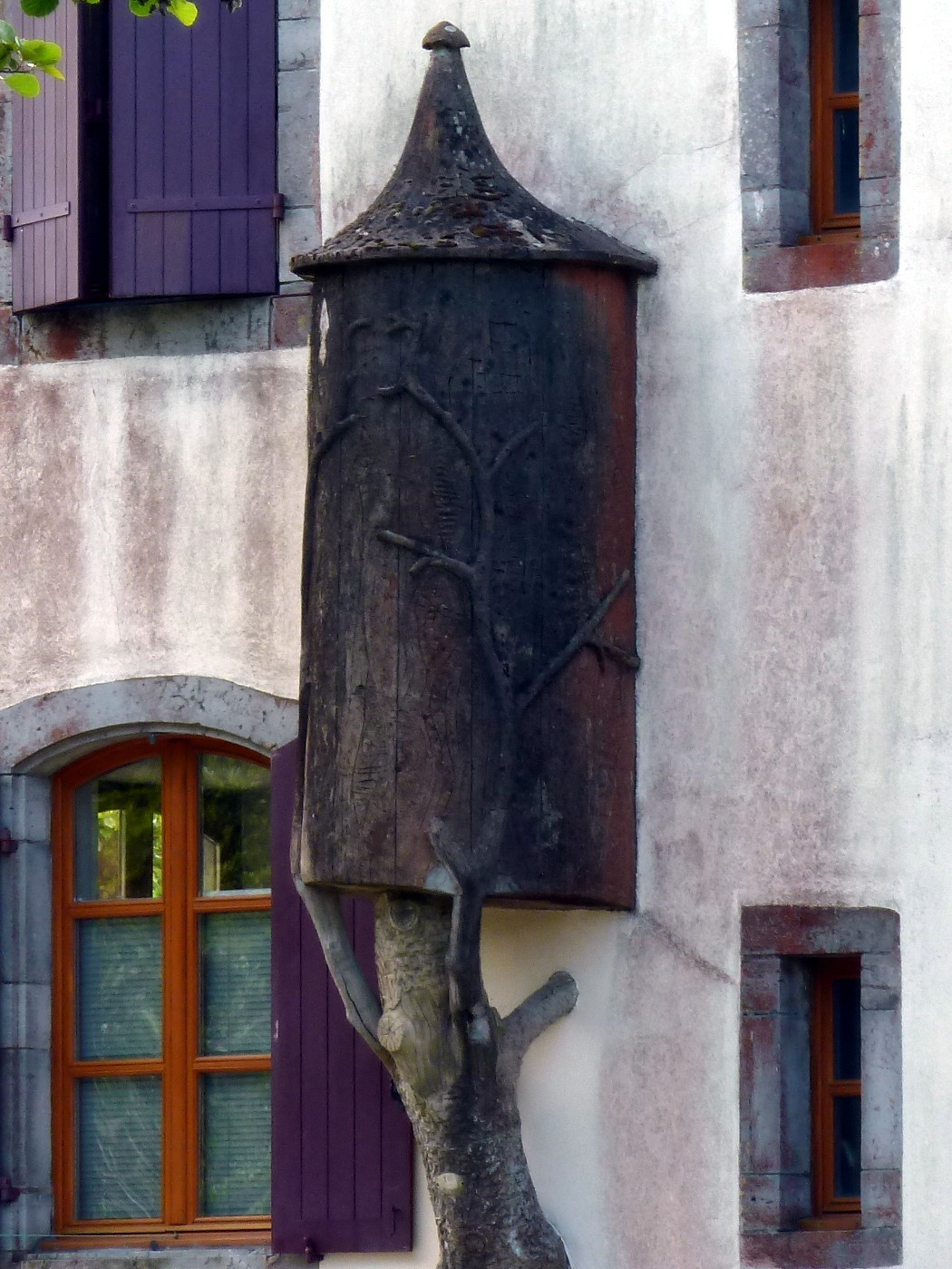
Des toilettes extérieures bien curieuses.

L'inventaire général du patrimoine culturel pour la Base Mérimée effectué en 2006 à Saint-Barthélemy, recense, outre l'église, la mairie, le presbytère, neuf maisons remarquables : deux maisons au bourg dont une avec des latrines extérieures en ciment en forme de tronc d'arbre, les Clèdes, et les maisons des lieux-dits Maisonnave, Palis, Lartigue, l'Oublié, Chalue, Lapègue.
Marcelle Richard, auteure de Les Barthes de l'Adour précise qu'après la consolidation de la digue de l'Adour de nombreuses maisons  remarquables ont été construites le long du fleuve. Elles avaient un rez-de-chaussée réservé au stockage de matériel et de bois, un étage habitable qui comprenait généralement la cuisine, un grenier qui pouvait servir à monter les animaux qui n'étaient pas évacués sur les hauteurs.
- Table d'orientation

Au pied de l'église sur le chemin de la maison Lapègue, une table d'orientation précise les différents niveaux des barthes, permet de situer château, île et les premiers sommets des Pyrénées. Elle aide aussi à identifier les oiseaux, insectes et plantes les plus communs.
- Prieuré Le Paludar

Un monastère, Le Paludard, est cité lors de la donation faite par Anton d'Albret à son fils. Il était alors rattaché au monastère de La Reule dépendant des bénédictins. Selon les Chanoines V. Dubarat et J. B. Daranatz, un arrêt de la Cour du 8 juillet 1664 avait maintenu le prieuré Le Paludar en faveur des religieux de l'ordre de Saint Benoît. En 1910 Le recueil des Abbayes et prieurés de l'ancienne France précisait encore l'existence à Saint-Barthélemy de la Commanderie-hopîtal de l'Ordre de Malte, Le Paludard, donnée à l'évêque de Bayonne.

### Patrimoine naturel
Saint-Barthélemy est inclus dans le site Natura 2000 :
1. Barthes de l'Adour, au titre de la Directive oiseaux et de la Directive habitats,
2. L'Adour Directive habitats.